# Локомотивная улица (Великий Новгород)
Локомоти́вная — небольшая улица в Великом Новгороде. Находится в западной части Софийской стороны, между валом Окольного города и от ж/д вокзалом.
Начинается в районе Псковской и проходит до Великолукской улицы.
Была образована в 1940-х годах. Застроена жилыми многоквартирными домами. В конце улицы находится начальная школа Гимназии № 2 — бывшая 51-я железнодорожная школа.